# Krankenhausdecke
Krankenhausdecke ist die Bezeichnung für einen Ausrüstungsgegenstand der Feuerwehr. Der Begriff ist somit in diesem Zusammenhang nicht als „Decke, die im Krankenhaus verwendet wird“ zu verstehen.
Es handelt sich dabei um eine meist braune oder graue Wolldecke mit 1900 mm Länge und 1400 mm Breite. Eine Krankenhausdecke in wiederverwendbarer Schutzhülle gehört nach DIN 14530-5 in dieser Größe zur Beladung eines fast jeden Feuerwehreinsatzfahrzeuges dazu.
Sie dient zum Wärmen unterkühlter Personen, allgemein als Unterlage für die Krankentrage oder auch für eigene Einsatzkräfte, zum Beispiel gegen Frieren bei Erschöpfung oder bei nasser Schutzkleidung. Die Feuerwehr verwendet sie auch als provisorischen Sichtschutz um verletzte oder tote Personen vor neugierigen Blicken Schaulustiger zu schützen.